# Écury-sur-Coole
Écury-sur-Coole település Franciaországban, Marne megyében. Lakosainak száma 491 fő (2022. január 1.). Écury-sur-Coole Coolus, Cheniers, Nuisement-sur-Coole, Breuvery-sur-Coole, Saint-Quentin-sur-Coole, Mairy-sur-Marne, Sogny-aux-Moulins és Sarry községekkel határos.

## Népesség
A település népességének változása:
| Lakosok száma | 312  | 403  | 399  | 461  | 470  | 489  | 501  | 488  | 481  | 491  |
|               | 1968 | 1982 | 1990 | 2006 | 2013 | 2015 | 2017 | 2019 | 2020 | 2022 |